# Carl Orff

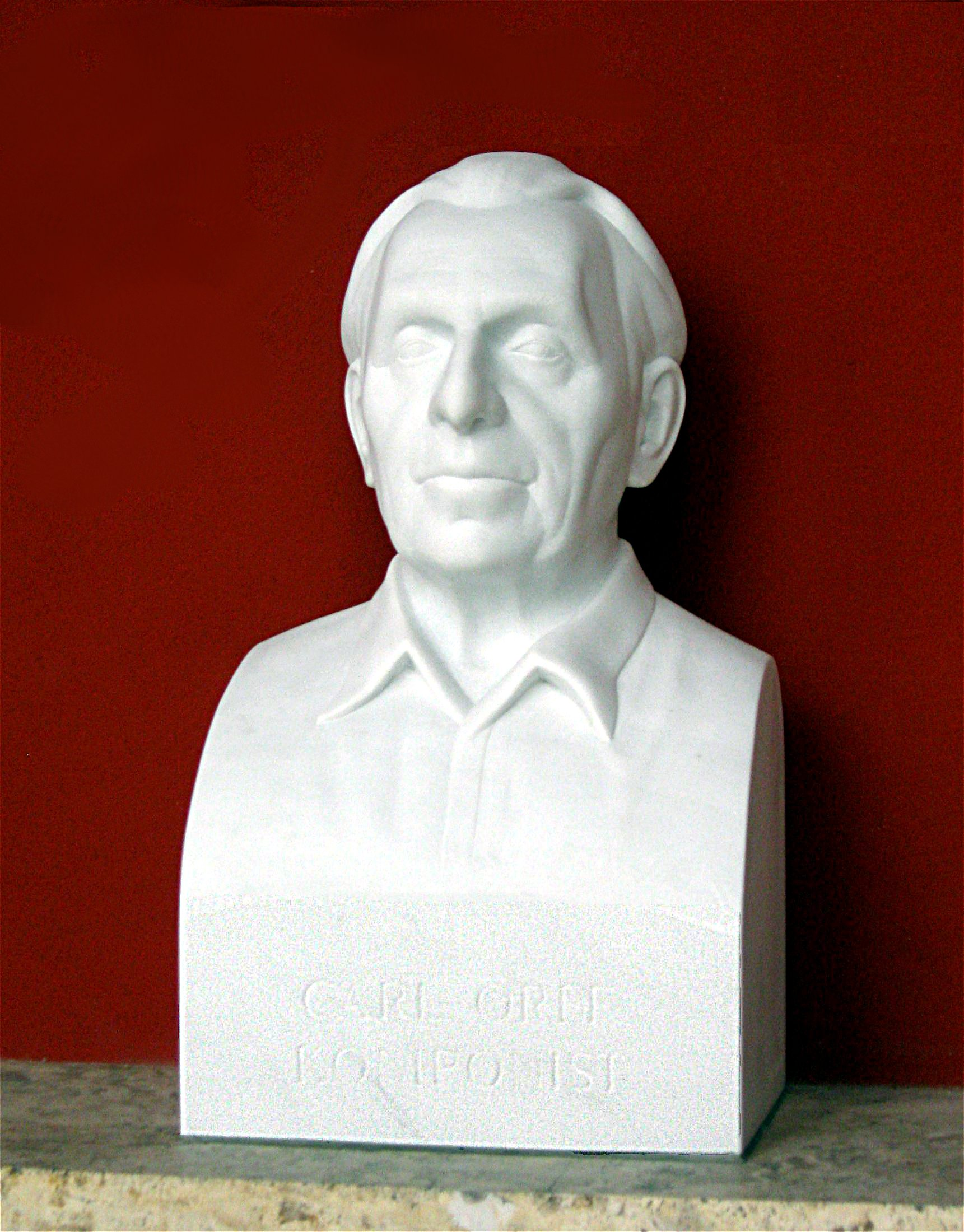
Bustul lui Carl Orff

Carl Orff (n. 10 iulie 1895, München, Regatul Bavariei - d. 29 martie 1982, München, Republica Federală Germania) a fost un compozitor german cunoscut pentru muzica sa educațională și de teatru.

## Date biografice
S-a născut la 10 iulie 1895, în München, ca fiul unui ofițer de carieră în armata germană imperială.
A studiat la München muzica și a condus acolo diverse teatre. În 1924 a înființat împreună cu dansatoarea Dorothea Gunther  școala "Gunther" pentru educație muzicală, dans și gimnastică. Lucrarea sa,Schulwerk (Muzică pentru copii 1930-1933, revizuită în 1950-1954) începe cu modele simple ritmice, cu bucăți sonore asamblate pentru xilofon, glockenspiel și alte instrumente de percuție.

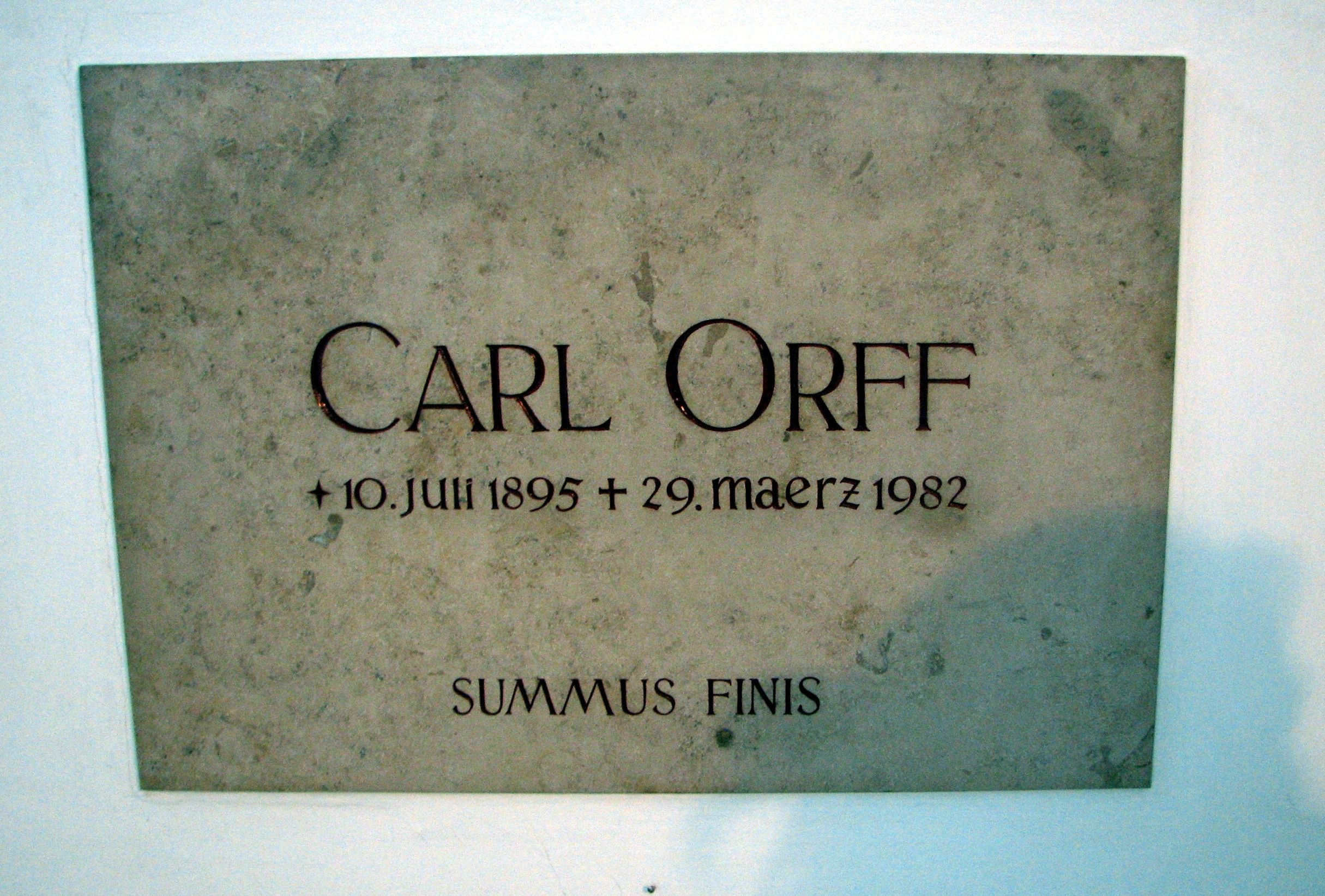
Mormântul lui Carl Orff în Andechs - Bavaria

În faimoasa sa lucrare oratorio-mime Carmina Burana (1937) (libret inspirat din texte vechi medievale găsite la biblioteca mănăstirii Benediktbeuern - Germania) a pus poezia secolului al XIII-lea pe muzică simplă, construită în jurul unor ritmuri viguroase, pulsante, bogate uneori. Celelalte opere ale sale includ opera de basm Die Kluge („Isteața”) (1943) și fragmente austere ca Antigona (1949).
A fost înmormântat în biserica mănăstirii Andechs.

## Orff și nazismul
Atitudinea lui Orff în al III-lea Reich a fost examinată foarte critic cu ceva timp în urmă. După cele mai recente cercetări (2004) se poate afirma: Orff nu a fost nazist. El nu a fost niciodată membru al partidului, nu a întreținut o funcție publică în Reichsmusikkammer sau alte instituții similare, nu a fost niciodată compozitorul oficial al regimului și nu avea nici o simpatie pentru această ideologie. În timpul războiului a rămas în Germania, pentru că a avut nevoie de conexiuni cu teatre de limba germană. Din motive financiare a trebuit să lucreze, dar cu oameni de teatru care au fost tot atât de departe de ideologia nazistă, ca atare Caspar Neher, Oscar Fritz Schuh sau Heinz Hilpert.
Pentru Jocurile Olimpice de vară din 1936 nu el, ci Richard Strauss și Werner Egk au compus muzica festivă, iar cea a intrării solemne și dans de copii și fete (Einzug und Reigen der Kinder und Mädchen) a fost scrisă de Gunild Keetman. Orff a folosit jocurile doar pentru a prezenta opera sa Carmina burana unui for internațional.
Orff a fost prieten cu profesorul Kurt Huber, unul din conducătorii grupului de rezistență Trandafirul Alb, de asemenea cu muzicologul și compozitorul germano-evreiesc Erich Katz (1900-1973). Discutabilul autor Michael Kater a pretins că după sfârșitul nazismului Orff ar fi încercat să scoată ulterior profit din prietenia cu Huber și ar fi declarat față de comisia americană de denazificare că ar fi fost membru al „Trandafirului Alb”, ceea ce nu a fost cazul. Pentru această afirmație nu există nicio dovadă, pentru că nu s-a găsit nimic în dosarele procesului de denazificare, pe care istoricul vienez Oliver Rathkolb l-a evaluat, respingând, de aceea, teza nedocumentată a lui Kater. Orff a fost achitat de americani.

## Onoruri (selecție)
- 1949: Premiul național de clasa a III-a pentru artă și literatură (pe care l-a restituit)
- 1950: Fondarea institutului „Carl Orff” la Salzburg
- 1956: Decorat cu ordinul Pour le Mérite
- 1959: Ordinul de Merit al Bavariei
- 1962: Membru de onoare al Academia de Artă din Nürnberg
- 1963: Primul membru de onoare al Universității din Regensburg
- 1965: Placheta Goethe a orașului Frankfurt pe Main
- 1971: Medalia de aur a societății Humboldt
- 1972: Doctor honoris causa al Universității din Tübingen
- 1972: Marea Cruce de Merit cu stea la banda de umăr a Germaniei
- 1974: Premiul Romano Guardini
- 1974: Decorația austriacă pentru știință și artă
- 1975: Cetățean de onoare al orașului München
- 1981: Ordinul Maximilian pentru Știință și Artă (limitat la 100 de persoane în viată), predat de președintele Consiliului de miniștri pe atunci Franz Josef Strauß
- 1992: Denumirea unui asteroid după el: (21125) Orff
- Membru al academiilor de artă din München, Roma, Stockholm și Brüssel
- După el sunt denumite multe străzi, școli și asociații, mai ales în Germania și Austria.